# Lampe de mineur
 (septembre 2016).

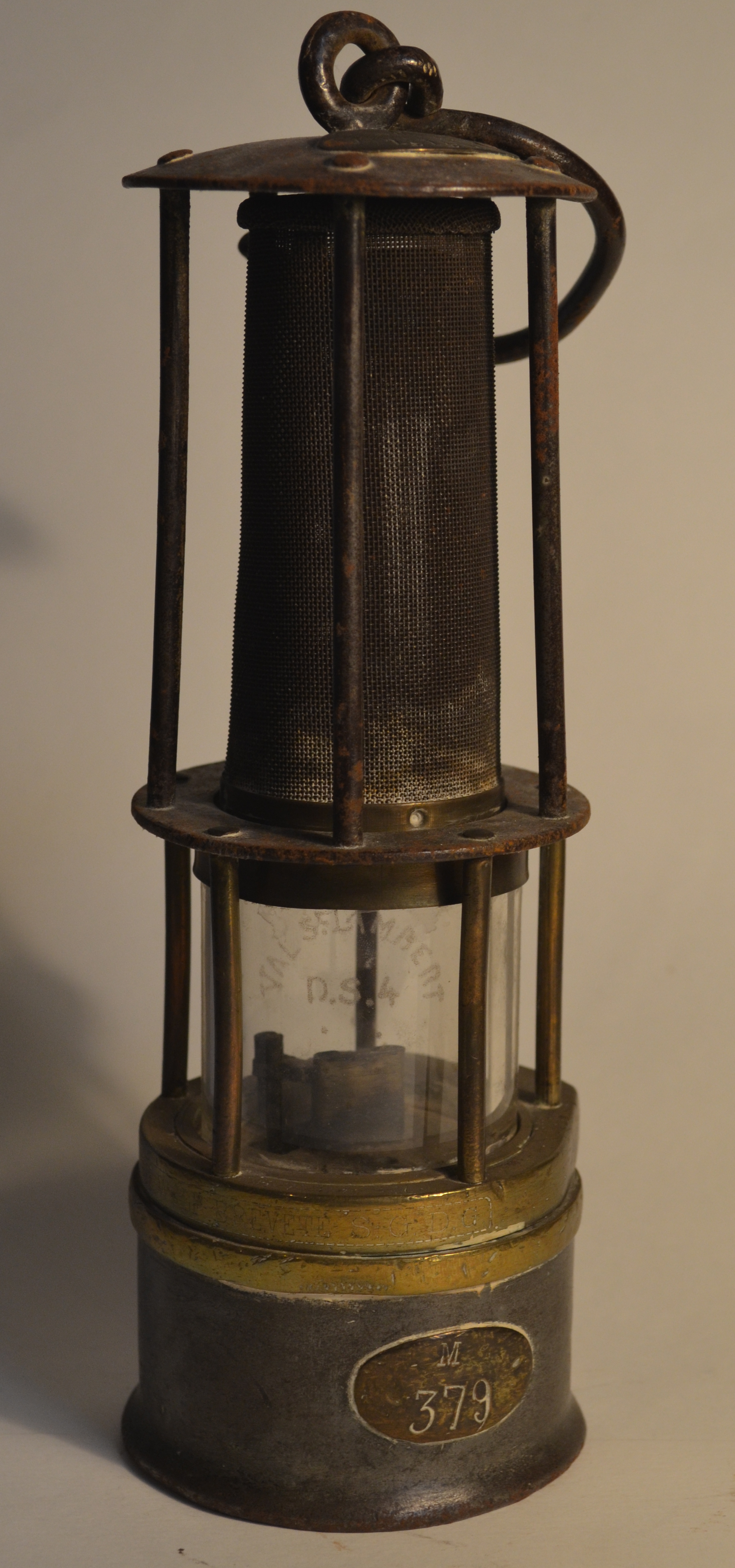
Lampe Wolf avec un verre du Val-Saint-Lambert (Belgique).

Une lampe de mineur est une lampe utilisée dans les différentes sortes de mines. Il en existe beaucoup de types différents, suivant l’époque, le lieu géographique et le type de mine considéré (minerais, sel, charbon, autres minéraux…).

## Historique

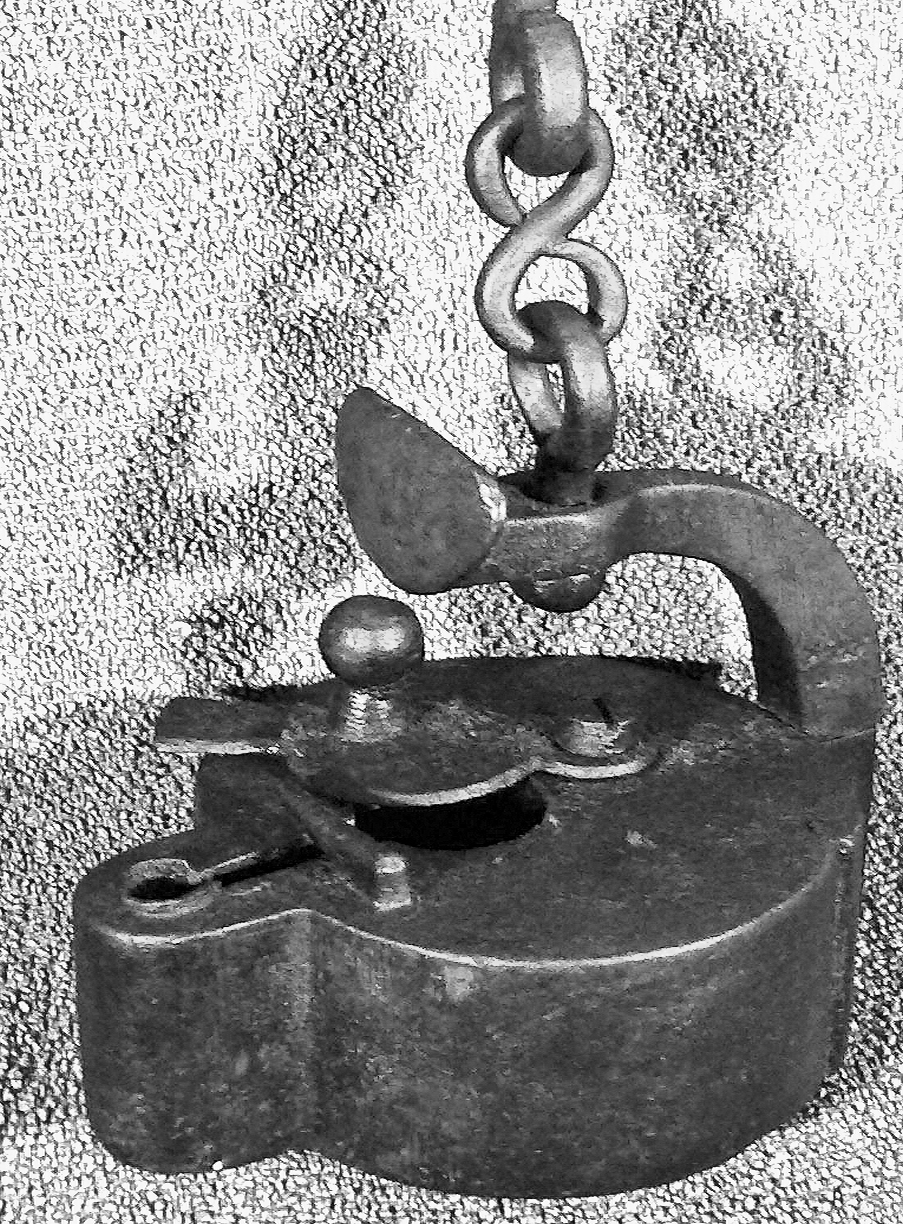
Lampe de mineur ancienne à huile (région de la Sarre).

### Antiquité
Depuis l’Antiquité, les mineurs se sont éclairés grâce à des chandelles de suif. Les mineurs les utilisaient soit sur des bougeoirs de fer, soit attachées à la tête au moyen d’une courroie de cuir.
Les Romains se servaient également de lampes à huile en terre cuite ou en métal, lampes plus éclairantes que les chandelles (lampe Rave).

### Progrès de l’éclairage des mines depuis la fin duXVIIIesiècle
Les lampes de mineurs suivirent les progrès de l’éclairage et l’évolution des carburants à partir des années 1780 : l’huile (colza, baleine) céda la place au pétrole à partir de 1853, puis vint l’essence, et enfin l’électricité.
Les lampes à feu nu (sans grille de sécurité) ou à flamme protégée mirent à profit le pouvoir éclairant de l’acétylène à la fin du XIXe siècle, mais leur usage fut réservé aux mines métallifères et aux carrières souterraines (lampe Mercier) et certaines autres mines non grisouteuses (La Mure par  exemple).

#### «Lampe de sûreté»
La nécessité d’un éclairage de sûreté dans les atmosphères inflammables des mines (grisou, poussières) s’avéra à la suite de nombreux accidents. Le plus ancien procédé fut imaginé à Whitehaven, en 1760. Il s’agissait d’un rouet à silex par dégagement de gerbes d’étincelles.

##### Lampe Davy

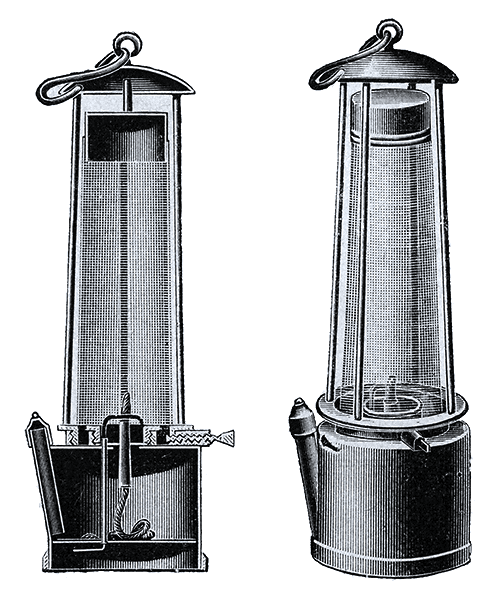
Schéma d'une lampe Davy.

La lampe Davy est une lampe à combustible dont la flamme est entourée d’un grillage fin. Sans ce grillage, la flamme aurait pu enflammer les gaz de la mine, ou les poussières (coup de grisou ou coup de poussière). En effet, les flammes ne traversent pas les grillages fins. Le métal absorbe la chaleur de la flamme. Ainsi refroidie à proximité du grillage, la flamme ne peut pas le traverser.
C’est à Humphry Davy et George Stephenson que nous devons le concept en 1815 des lampes de sûreté : un tamis métallique à mailles très serrées empêche la propagation d’une flamme de l’intérieur vers l’extérieur de la lampe.
Des perfectionnements successifs ont été apportés : double grillage, réflecteur, lentilles. En cas de présence de gaz combustible, la flamme se contentait de grandir, conduisant ainsi à un signal d’alerte.
Ultérieurement les lampes ont été équipées d’abord d’un verre puis d’une cuirasse en tôle. L’essence minérale s’étant substituée à l’huile, on adapta aux lampes un système de ré-allumage interne.

##### Autres lampes de sûreté

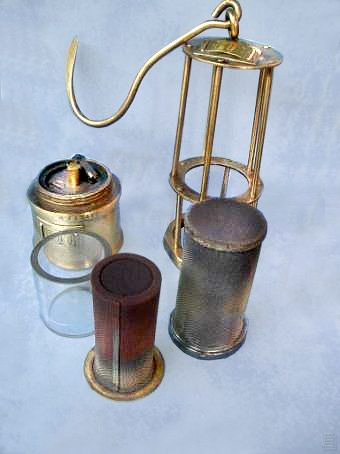
Lampe de sûreté à essence (Limbourg, Pays-Bas), démontée.

Diverses lampes marquent chacune un stade nouveau dans l’évolution technique de l’appareil :
- la lampe Clanny : avec sa cage de verre munie de barreaux, la flamme n'est plus masquée par la grille métallique protectrice, et a donc un meilleur rendement lumineux ;
- puis la lampe Mueseler, mieux ventilée ;
- puis la lampe Marsaut à cuirasse rivetée : il s'agit à l'origine, en 1871, d'une lampe Mueseler avec un écran métallique protégeant la grille des chocs et empêchant les courants d'air d'amener la flamme jusqu'à la grille, s'inspirant d'essais pratiqués en Angleterre avec les lampes Davy ; après des essais effectués à l'École des mines de Saint-Étienne, en 1881, Marsaut supprime la cheminée et la remplace par une grille et dépose son brevet en 1882[2],[3] ;
- la lampe Wolf, à essence (« benzine »).

De nombreuses autres lampes s’apparentent à ces premières : la lampe Rodde (1894), la lampe Fumat (1903), la lampe Mulkay, la lampe Müller à système de fermeture magnétique, la lampe Cuvelier-Catrice à fermeture hydraulique, la lampe Demeure, la lampe Seippel, la lampe Koch.
Les lampes de sûreté à combustible liquide n’ont plus guère été utilisées après l’avènement de lampes électriques portatives plus performantes et moins dangereuses. Néanmoins, l’usage des lampes de ce type a perduré dans certaines mines de charbon pour leur rôle d’avertisseur de grisou.

##### Cas des lampes de sûreté à acétylène
En France, aucune lampe à acétylène de sûreté n'a été agréée pour les mines grisouteuses contrairement à d'autres bassins d'extraction. L'usage de la lampe Klein Pujol (créée pour les égouts parisiens en 1923) fut limité, dans le domaine des mines, aux travaux de fonçage de puits. Toutefois dans certains bassins et sur des sièges non grisouteux (Carmaux, Brassac-les-Mines, La Mure...) des lampes à acétylène spécifiques furent utilisées. La lampe à acétylène et à feu nu est utilisée à Rive-de-Gier (La Catonière)[réf. nécessaire].

### Lampes électriques portatives

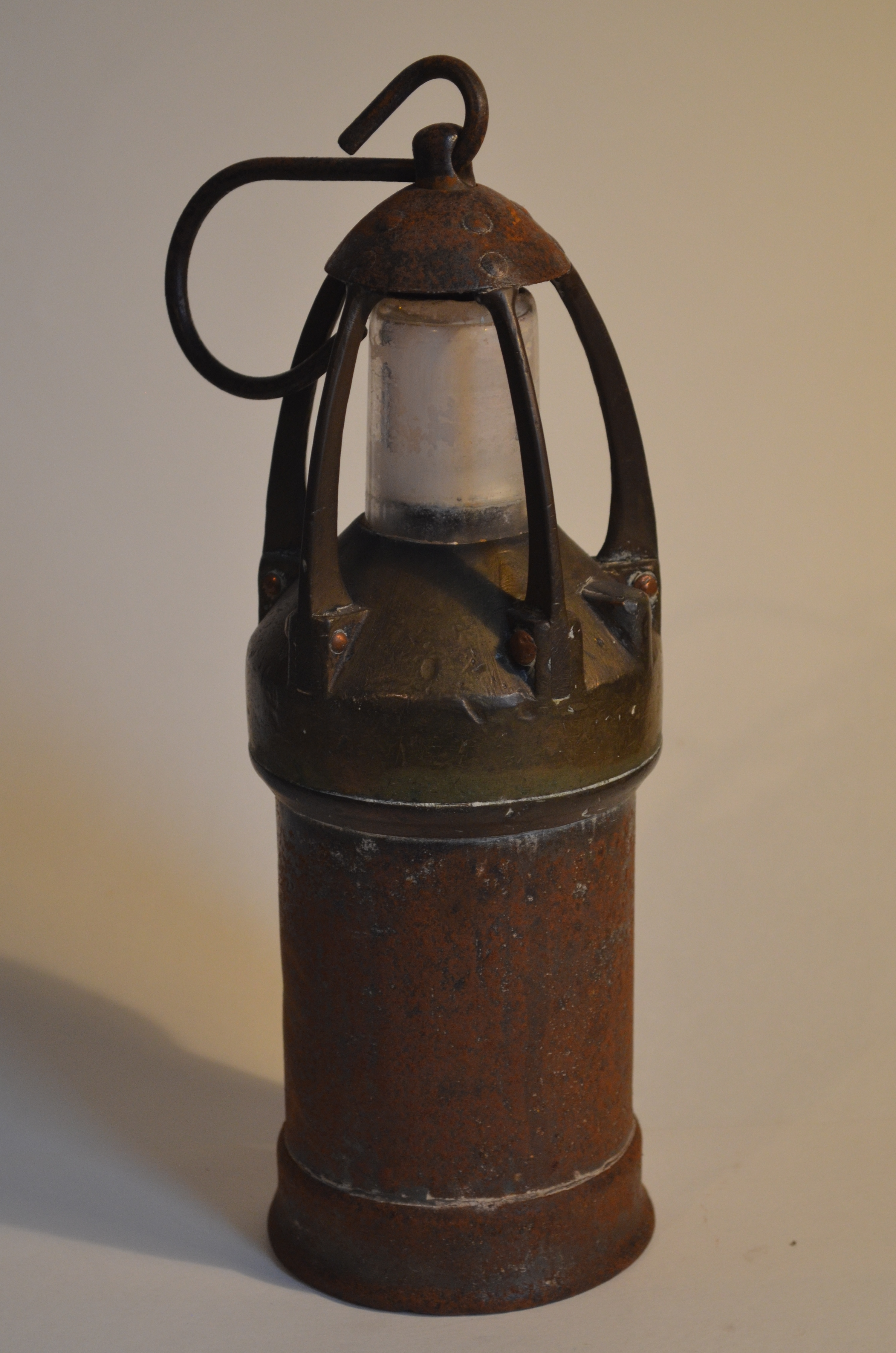
Lampe électrique « ogivale » par la Compagnie Auxiliaire des Mines.

Les premières lampes électriques portatives à piles primaires mises en service en 1862 étaient loin de répondre à toutes les exigences de sécurité. Les lampes à accumulateur et à électrolyte liquide : modèles d’Edison, de Pitkin, de Swan, de Bréguet, de Pollak, Stella, de Mallet-Parent. Les lampes à accumulateur et électrolyte immobilisé présentent l’avantage de résister aux renversements accidentels.
La lampe Süssmann, la lampe Max, la lampe Cotté, la lampe Lux…[réf. nécessaire]

### Collection de lampes
Ces collections sont présentées au Bois du Cazier et au chateau des Bruneaux.
Le luminospéléophiliste collectionne les lampes de mineurs.

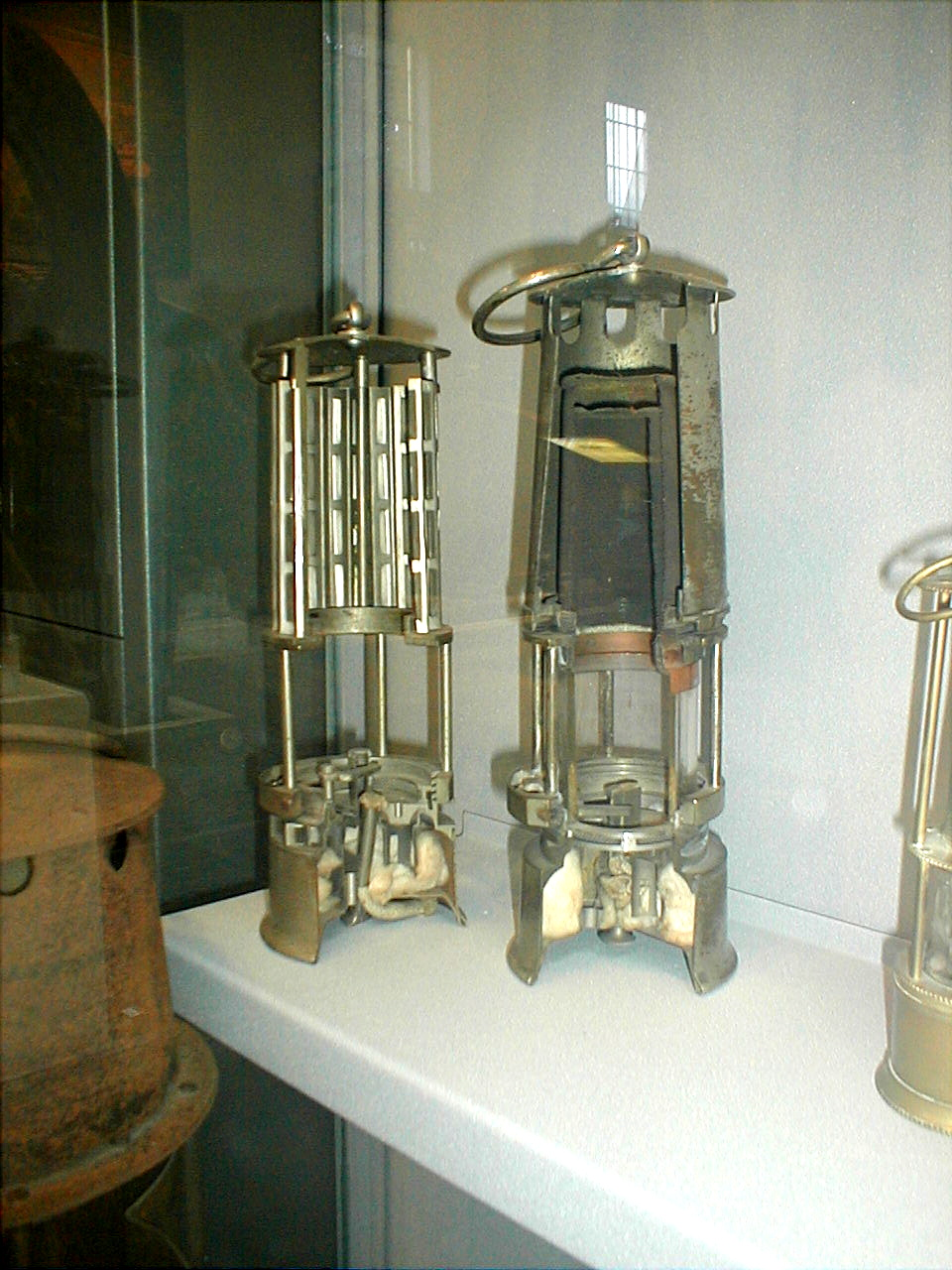
Coupe d'une lampe de mineur, Bois du Cazier.
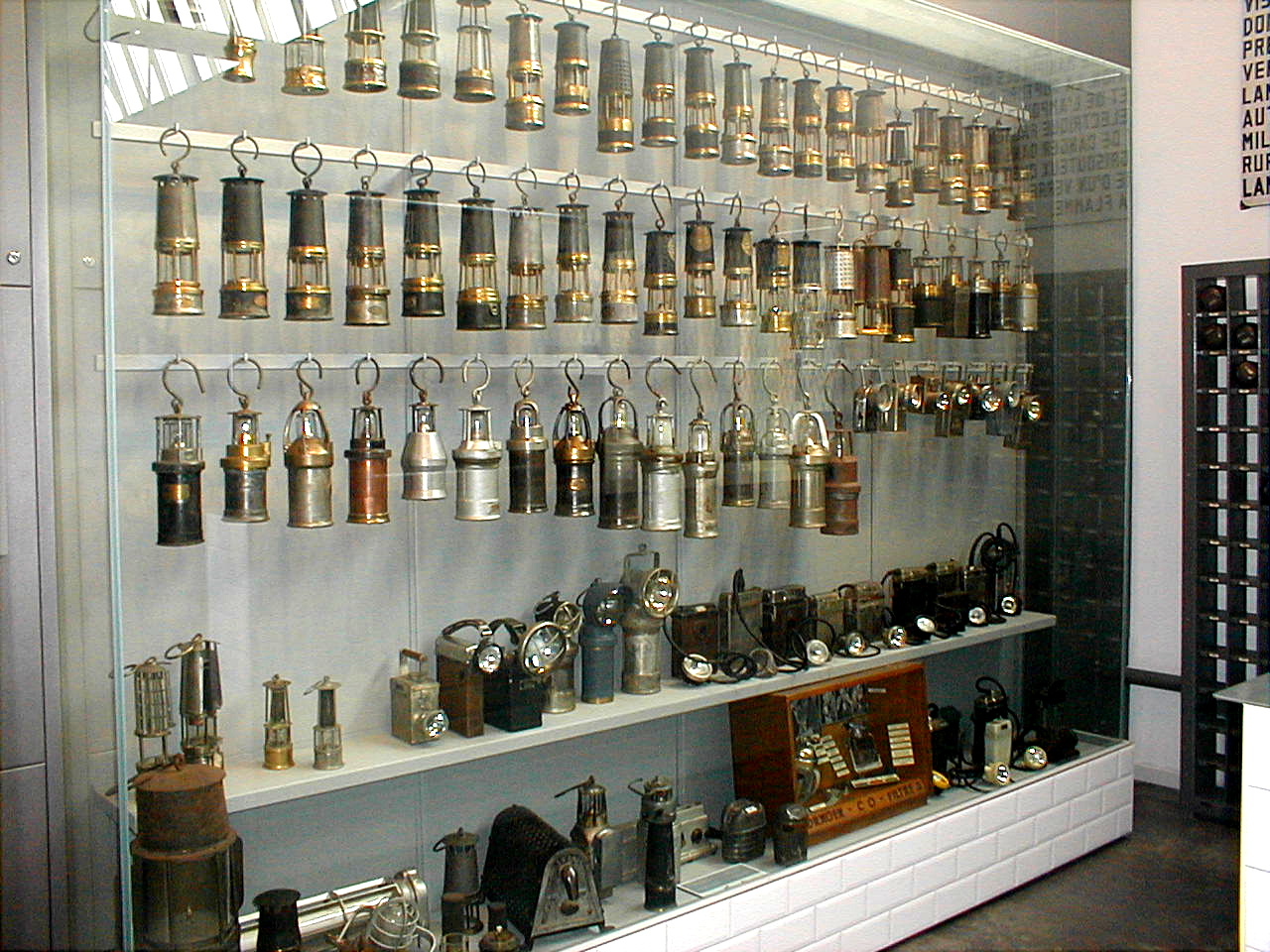
Collection de lampes de mineurs, Bois du Cazier.
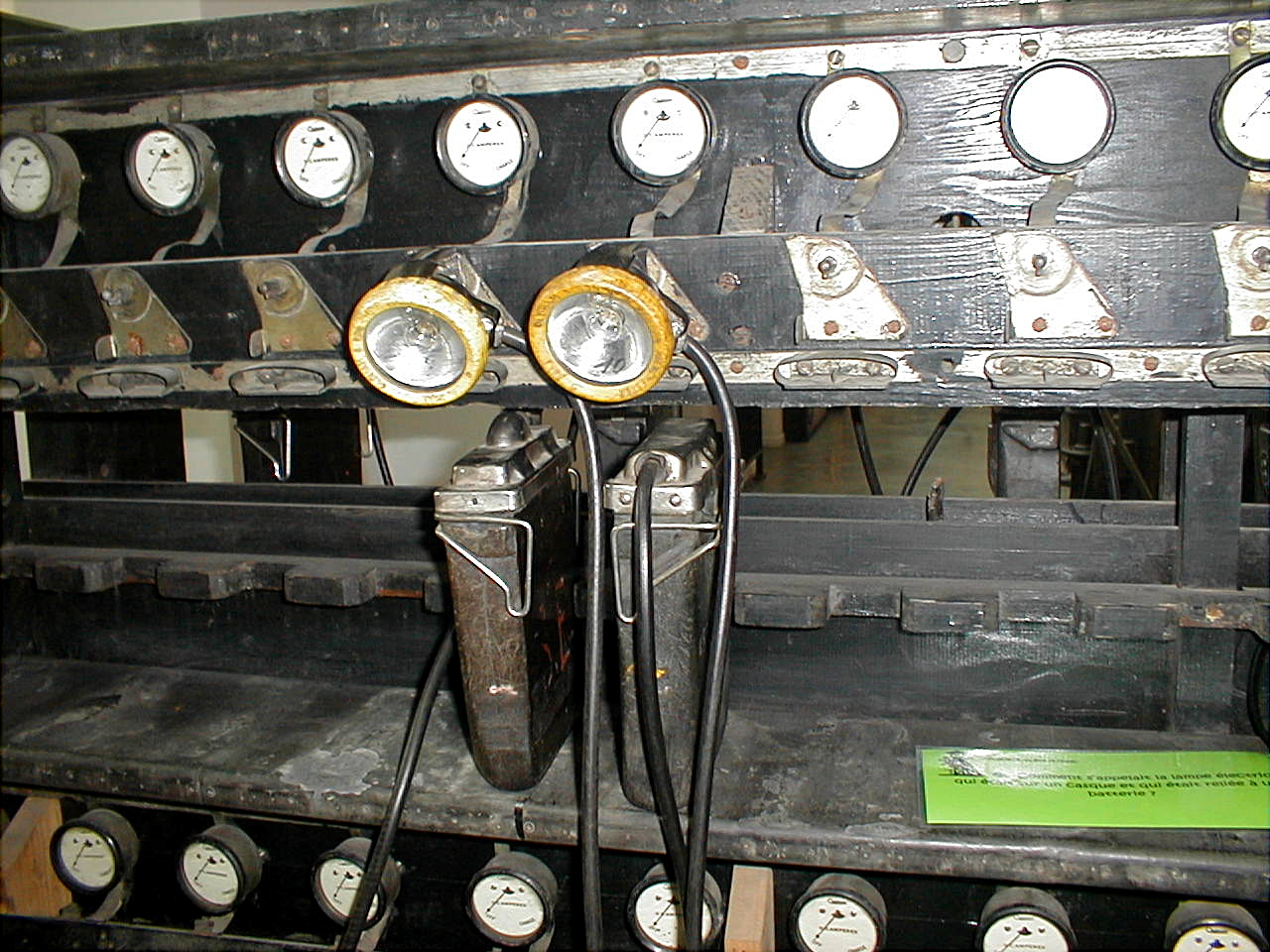
Lampes électriques avec batteries en charge, Bois du Cazier.
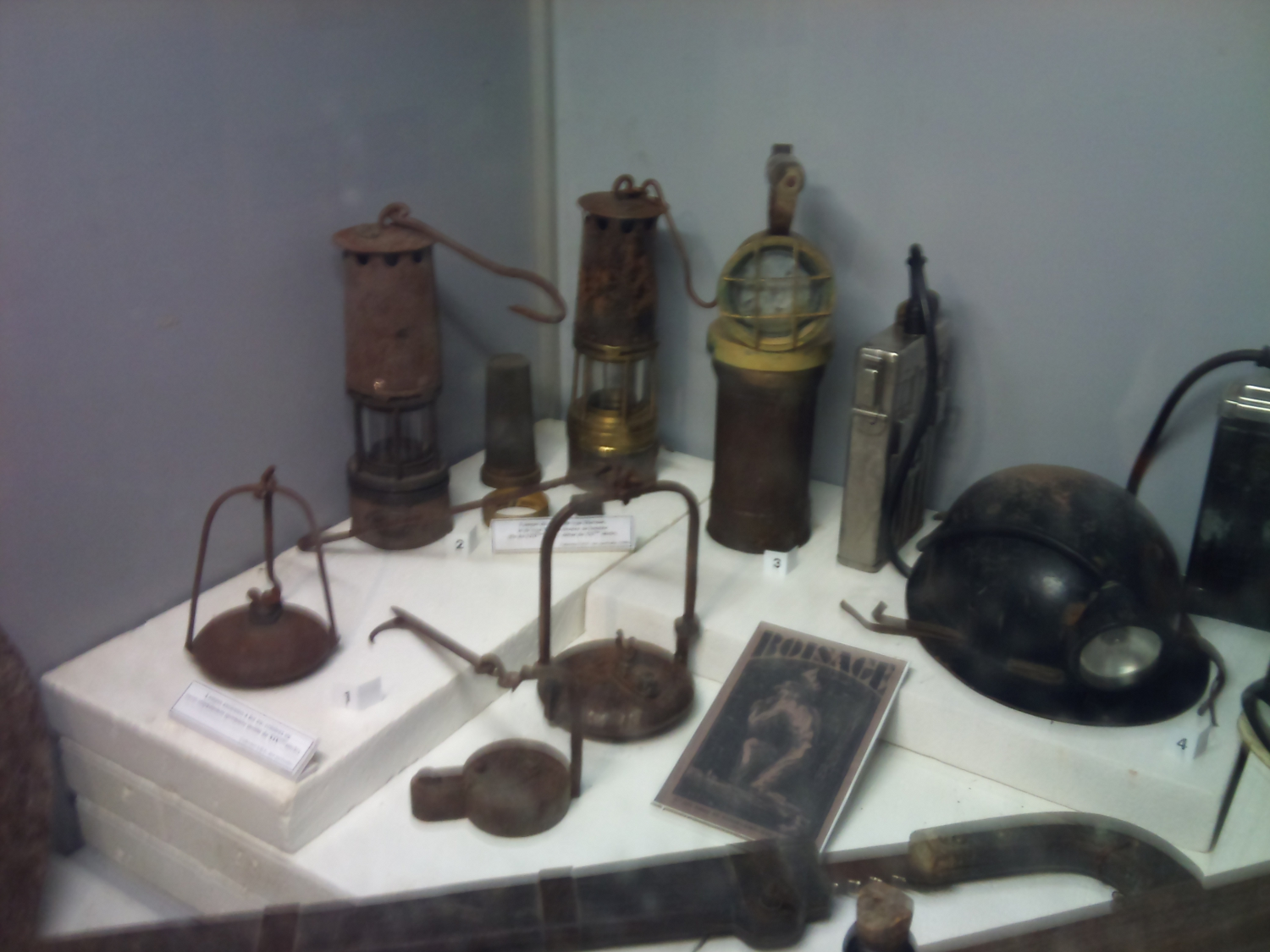
Collection de lampes de mineurs, château des Bruneaux.